# Michael Roesberg
Michael Roesberg (* 26. Juni 1957 in Bonn) ist ein deutscher Verwaltungsbeamter und Politiker (parteilos). Von 2006 bis Ende Oktober 2021 war er Landrat des Landkreises Stade.
Roesberg studierte, nachdem er 1976 das Abitur am Ernst-Moritz-Arndt-Gymnasium Bonn und anschließend die Wehrpflicht beendet hatte, an der Rheinischen Friedrich-Wilhelms-Universität Bonn Rechtswissenschaften und legte nach dem Referendariat sein Zweites Juristisches Staatsexamen ab. 1987 bis 1992 war er beim Landkreis Harburg Beamter. 1992 gewann Roesberg die Abstimmung zum Wahlbeamten beim Landkreis Stade. Er wurde Schul- und Sozialdezernent. Von 1999 bis Oktober 2006 war Roesberg Erster Kreisrat des Landkreises Stade. Er war für Finanzen, Personal, Schulen und öffentlichen Personennahverkehr verantwortlich. Bei der Kommunalwahl 2006 kandidierte der parteilose Roesberg für die CDU als Landrat. Er setzte sich bereits im ersten Wahlgang gegen die Kandidaten der SPD und der Grünen durch. 2014 erfolgte seine Wiederwahl. Seine  Amtszeit endete am 31. Oktober 2021.
Roesberg ist verheiratet und hat drei Kinder.